# Plesiopelma myodes
Plesiopelma myodes é uma espécie de aranha pertencente à família Theraphosidae (tarântulas).